# Ferdo Kleinmayr
Ferdo Kleinmayr, publicist in pedagog, * 5. januar 1881, Koper; † 13. julij 1944, Trst

## Življenjepis
Ferdo Kleinmayr , šolnik in pisatelj, se je rodil. 5. januarja 1881 v Kopru. Oče Julij je bil profesor in literarni zgodovinar, mati Karolina Dermutz je bila s Koroške. Nižje razrede gimnazije je dovršil v Trstu, učiteljišče v Kopru in maturiral v slovenskem in nemškem jeziku. 1900 je postal mestni učitelj v tržaški okolici, v glavnem v Škednju in na Katinari.
V slovenskih glasilih je priobčeval humoreske, satire, pesmi, anekdote, dovtipe, črtice iz realističnega življenja. Pisal je tudi v strokovnih pedagoških in učiteljskih listih. Urejal je družinske in poučne knjige splošne vsebine, šolske učbenike, berila, slovarje.
Po zatrtju slovenskih šol je pisal razne priročnike za učenje materinščine doma. Ob njih je začel izdajati poljudne strokovne, zemljepisne, zgodovinske, potopisne, poljudnoznanstvene in leposlovne knjige, da bi se mogli mladi sami izpopolnjevati, primerne pa so bile tudi za odrasle. 
Kleinmayr je bil zelo delaven in je veliko napravil za slovensko šolstvo in za ohranjanje narodne zavesti. Pisal je pod psevdonimi kot: FP, Urbanjakov, Dr. Pikec, Ferdo Plemič, Nande Vrbanjakov idr. Umrl je 1944 v Trstu.

## Izbrana bibliografija
- Iz starih časov  (Edinost Trst,1928) (COBISS)
- Slike iz prirode  (Edinost Trst,1930) (COBISS)
- Po svetu naokrog  (Edinost Trst,1930) (COBISS)
- Dedek pripoveduje  (Consorziale Trst,1932) (COBISS)
- Pogled v svetovno zrcalo  (Goriška matica,1932) (COBISS)
- Prirodni pojavi in človeški izumi  (Goriška matica,1933) (COBISS)

## Vir
- Primorski slovenski biografski leksikon

1. 1 2  Istrapedia